# Stenhus Gymnasium og HF
Stenhus Gymnasium (oprindeligt Stenhus Kostskole) i Holbæk er et gymnasium, der tilbyder ungdomsuddannelserne STX, HF og IB, der giver adgang til mellemlange og lange videregående uddannelser. Videnskab, sprogkundskaber, musik og sport er blandt det, der udbydes med forskellige hovedfag som grundlag. Skolen udbyder desuden 2 særlige uddannelsestilbud: Sports College og Drama College. Skolen blev oprettet 4. september 1906 af H. Edvard Hass som kombineret gymnasium og kostskole. Stenhus Kostskole og Stenhus Gymnasium er i dag to selvstændige institutioner, men stadig på samme adresse i den sydvestlige del af Holbæk. 
Gymnasiet har gennemgået en større renovering og udbygning, så der nu er plads til 1.300 elever og omkring 170 ansatte.
Gymnasiets rektor er Per Henrik Farbøl.

## Kendte studenter
- 1913: Aage Dalgaard, direktør og ingeniør
- 1915: Jens Juel, godsejer
- 1916: Gordon Schmiegelow, direktør (realeksamen)
- 1917: Edvard Zeuthen Dalgaard, direktør og ingeniør
- 1921: Kai Benedict Ahlefeldt-Laurvig, lensgreve og modstandsmand
- 1924: Emil Blytgen-Petersen, redaktør og diplomat
- 1927: Christian Islef, ingeniør
- 192?: Claus Ahlefeldt-Laurvig, greve og modstandsmand
- 1931: Bo Bramsen, forlagsdirektør
- 1931: Hans Erik Knipschildt, statslæge, dr.med.
- 1932: Aage Stentoft, komponist og teaterdirektør
- 1935: Carl Christian Brønnum Scavenius, godsejer
- 1942: Poul Christian Bertouch-Lehn, lensbaron, godsejer og modstandsmand
- 1943: Jørgen William Ahlefeldt-Laurvig, greve, forfatter og godsejer
- 1943: Iakob Estrup, godsejer
- 1957: Niels Helveg Petersen, cand.jur. og MF, partileder og økonomi- og udenrigsminister
- 1963: Eddie Skoller, entertainer
- 1969: Peter Duetoft, tidligere MF
- 1979: Connie Hedegaard, journalist, EU-kommissær og tidligere miljø-, klima- og energiminister
- 1990: Kristian Ditlev Jensen, forfatter og journalist
- 1992: Jacob Jensen, cand.merc.jur. og MF
- 2003: Andreas Jakobsen, basketballspiller for Bakken Bears
- 2010: Mads Mensah Larsen, håndboldspiller
- 2011: Christina Krzyrosiak Hansen, BA i sociologi og Holbæks borgmester

## Ekstern henvisning
- Stenhus Gymnasium og HF's websted

|  | Denne artikel om en bygning eller et bygningsværk kan blive bedre, hvis der indsættes et (bedre) billede. Du kan hjælpe ved at afsøge Wikimedia Commons for et passende billede eller lægge et op på Wikimedia Commons med en af de tilladte licenser og indsætte det i artiklen. |